# Nadifa Mohamed

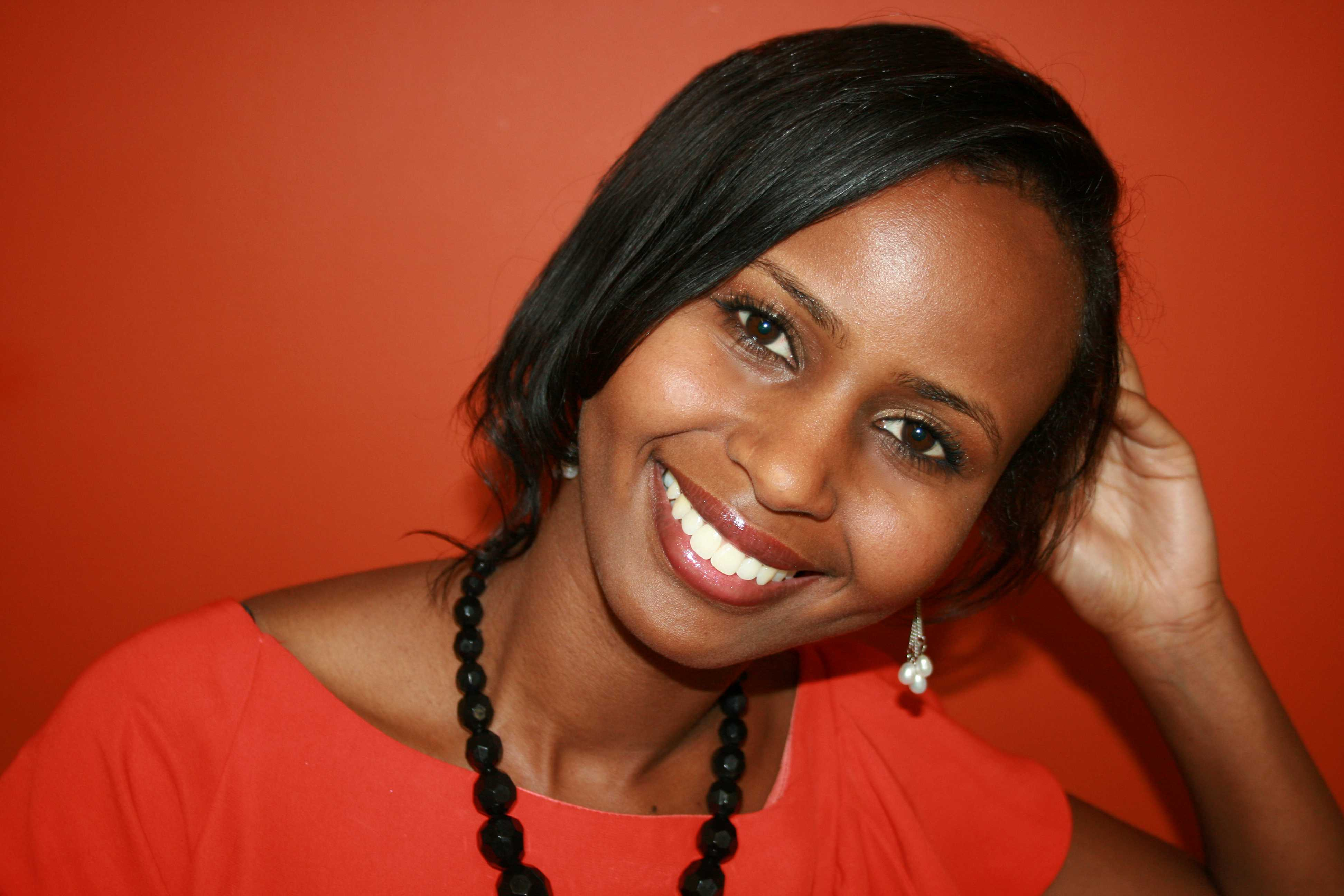
Nadifa Mohamed (2010)

Nadifa Mohamed (geboren 1981 in Hargeisa, Somalia) ist eine somalisch-britische Schriftstellerin.

## Leben
Mit drei Jahren kam Nadifa Mohamed mit ihrer Familie nach London. Was als vorübergehender Aufenthalt gedacht war, wurde durch die politischen Umstände in Somalia zum Dauerzustand. Die Familie ließ sich in England nieder, Mohamed studierte Politik und Geschichte in Oxford. Ihr erster Roman erschien 2009 und basiert auf biografischen Elementen ihres Vaters. Black Mamba Boy erhielt verschiedene Auszeichnungen, wie z. B. den Dylan Thomas Award, stand auf der Longlist des Orange Prize for Fiction und auf der Shortlist des Guardian First Book Award.
2013 erschien The Orchard of Lost Souls, ihr zweiter Roman. Mit ihm gehörte Mohamed zu den zwanzig "Best of Young British Novelists". 2014 repräsentierte sie Somalia auf dem Hay Festival in  Wales.
Mohamed bezieht die Handlungen ihrer Romane aus den Erzählungen ihrer Eltern. Diese Quellen und die Empathie zu ihren Figuren und ihrem Land lassen einen durchgearbeiteten Text entstehen. Mit ihrem zweiten Roman zeigt Mohamed Reife und eine große Fülle in ihrer Darstellung. Ihre Prosa zeichnet sich durch starke lyrische Elemente aus.
Im Jahr 2021 gelangte sie mit ihrem Roman The Fortune Man auf die Shortlist des britischen Booker Prize.
Nadifa Mohamed lebt in London.

## Werke
- Black Mamba Boy, Harper & Collins, 2010, ISBN 978-0-00-731577-2.
  - Black Mamba Boy. Übersetzung Susann Urban. München : C.H. Beck, 2015, ISBN 978-3-406-67596-6.
- The Orchard of Lost Souls, Simon & Schuster, 2014, ISBN 978-1-4711-1530-1.
  - Der Garten der verlorenen Seelen. Übersetzung Susann Urban. München : C.H. Beck, 2014, ISBN 978-3-406-66313-0.
- The Fortune Man, Viking, 2021, ISBN  978-0241466940.
  - Der Geist von Tiger Bay. Übersetzung Susann Urban. München : C.H. Beck, 2021, ISBN 978-3-406-77682-3. (Roman über den Farbigen Mahmood Hussein Mattan, den letzten in Cardiff Hingerichteten, der einem Justizirrtum zum Opfer fiel)

## Auszeichnungen
- 2010: Betty Trask Prize
- PEN/Open Book Award[6]
- 2014: Somerset Maugham Award für The Orchard of Lost Souls
- 2019: Aufnahme in die Anthologie New Daughters of Africa von Margaret Busby